# Championnat de Guinée-Bissau de football 2023-2024
Navigation
Édition précédente Édition suivante
La saison 2023-2024 du Championnat de Guinée-Bissau de football est la quarante-cinquième édition de la Primeira Divisião, le championnat de première division en Guinée-Bissau. Les seize meilleures équipes du pays se retrouvent au sein d'une poule unique où elles s'affrontent à deux reprises. En fin de saison, les deux derniers du classement sont relégués et remplacés par les deux premiers de Segunda Divisião. 
Le FC Canchungo est le tenant du titre.

## Déroulement de la saison
La saison commence le 7 décembre 2023. Le tenant du titre, le FC Canchungo remporte avant la saison la supercoupe de Guinée-Bissau. En fin de saison le Sport Bissau e Benfica termine à la première place du championnat et remporte son 14e titre de champion.
Le champion sortant ne remportera pas le doublé championnat-coupe car il sera battu en finale par UDIB.

## Les clubs participants
- Sporting Clube de Bafatá
- Sporting Clube de Bissau
- Sport Portos de Bissau
- Sport Bissau e Benfica
- FC Pelundo
- FC Sonaco
- União Desportiva Internacional de Bissau
- FC Canchungo
- Flamengo Futebol Clube
- Cuntum Futebol Clube
- Clube de Futebol "Os Balantas"
- Binar FC
- FC Tigre de Fronteira
- CDR Gabú
- Nuno Tristão FC - promu de D2
- Os Arados FC - promu de D2

## Compétition

### Classement
Le classement est établi sur le barème de points suivant : victoire à 3 points, match nul à 1, défaite à 0.
| Rang | Équipe                   | Pts | J  | G  | N  | P  | Bp | Bc | Diff |
| ---- | ------------------------ | --- | -- | -- | -- | -- | -- | -- | ---- |
| 1    | Sport Bissau e Benfica   | 71  | 30 | 21 | 8  | 1  | 55 | 14 | +41  |
| 2    | FC Canchungo T           | 64  | 30 | 18 | 10 | 2  | 37 | 11 | +26  |
| 3    | Sporting Clube de Bissau | 52  | 30 | 15 | 7  | 8  | 47 | 31 | +16  |
| 4    | UDI Bissau C             | 51  | 30 | 14 | 9  | 7  | 44 | 28 | +16  |
| 5    | CDR Gabú                 | 47  | 30 | 12 | 11 | 7  | 39 | 24 | +15  |
| 6    | Nuno Tristão FC P        | 40  | 30 | 10 | 10 | 10 | 23 | 27 | -4   |
| 7    | Sport Portos de Bissau   | 38  | 30 | 10 | 8  | 12 | 27 | 37 | -10  |
| 8    | FC Sonaco                | 36  | 30 | 9  | 9  | 12 | 26 | 26 | 0    |
| 9    | Os Arados FC P           | 36  | 30 | 8  | 12 | 10 | 24 | 30 | -6   |
| 10   | FC Pelundo               | 35  | 30 | 9  | 8  | 13 | 25 | 33 | -8   |
| 11   | Cuntum Futebol Clube     | 34  | 30 | 8  | 10 | 12 | 37 | 32 | +5   |
| 12   | Flamengo Futebol Clube   | 31  | 30 | 7  | 10 | 13 | 30 | 40 | -10  |
| 13   | FC Tigre de Fronteira    | 29  | 30 | 7  | 8  | 15 | 19 | 43 | -24  |
| 14   | CF Os Balantas           | 30  | 30 | 7  | 9  | 14 | 29 | 39 | -10  |
| 15   | Sporting Clube de Bafatá | 27  | 30 | 7  | 6  | 17 | 21 | 34 | -13  |
| 16   | Binar FC                 | 27  | 30 | 6  | 9  | 15 | 16 | 40 | -24  |

|  | Champion                        |
|  | Relégation en deuxième division |
|  | P : Promu de deuxième division  |

## Bilan de la saison
| Championnat de Guinée-Bissau de football 2023-2024 |                                    |
| Champion                                           | Sport Bissau e Benfica (14e titre) |
| Coupes et trophées                                 |                                    |
| Vainqueur de la Coupe de Guinée-Bissau 2023-2024   | UDI Bissau                         |
| Qualifications continentales                       |                                    |
| Ligue des champions de la CAF 2024-2025            | Aucun                              |
| Coupe de la confédération 2024-2025                | Aucun                              |
| Promotions et relégations                          |                                    |
| Promus en Primeira Divisião                        | Hafia FC                           |
| Promus en Primeira Divisião                        | FC Cumura                          |
| Relégués en Segunda Divisião                       | Binar FC                           |
| Relégués en Segunda Divisião                       | Sporting Clube de Bafatá           |